# Ivànkino
Ivànkino (en rus: Иванкино) és un poble de l'óblast de Tomsk, a Rússia, que el 2015 tenia 102 habitants.